# Torcy-le-Petit (Seine-Maritime)
Torcy-le-Petit is een gemeente in het Franse departement Seine-Maritime (regio Normandië) en telt 474 inwoners (1999). De plaats maakt deel uit van het arrondissement Dieppe.

## Geografie
De oppervlakte van Torcy-le-Petit bedraagt 3,7 km², de bevolkingsdichtheid is 128,1 inwoners per km².
De onderstaande kaart toont de ligging van Torcy-le-Petit (Seine-Maritime) met de belangrijkste infrastructuur en aangrenzende gemeenten.

## Demografie
Onderstaande figuur toont het verloop van het inwonertal (bron: INSEE-tellingen).